# Bellizzi
Bellizzi község (comune) Olaszország Campania régiójában, Salerno megyében.

## Fekvése
A Tirrén-tenger partján fekszik, a megye nyugati részén. Határai: Battipaglia, Montecorvino Pugliano, Montecorvino Rovella és Pontecagnano Faiano.

## Története
Bellizzi Salerno megye egyik legújabb községe: 1990-ben vált ki Montecorvino Rovella községből. Bellizzi első írásos említése 1811-ből származik.

## Népessége
A népesség számának alakulása:

## Főbb látnivalói
- Sacro Cuore di Gesù-templom
- San Giuseppe e Vito-templom